# HUG！光之美少女♡光之美少女 All Stars Memories
《電影 HUG！光之美少女♡光之美少女 All Stars Memories》於2018年10月27日在日本上映的系列15周年紀念動畫電影，同時也是第十一次結集光之美少女系列成員的作品。
另外特殊的一點就是自《光之美少女》至最新作《HUG! 光之美少女》所登場的光之美少女成員將在本作全數登場，就某種形式而言算是「All Stars」系列的再復活作品。
本作亦出現專屬的奇跡手電筒。

## 故事簡介
故事發生在《HUG! 光之美少女》第36、37話。
有一天，大反派米登突然對光之美少女們施加黑暗魔法，搶走了她們的回憶並把她們變成了小寶寶，本來55人最後只有《光之美少女》（初代）以及HUG! 光之美少女的成員7人僥倖逃脫，不過除了野乃花和美墨莎莎，其他5人跟其他光之美少女一樣也變成了小寶寶。面對著這一空前的大危機，為了奪回重要的回憶，僥倖逃脫的那兩代光之美少女們將會攜起手來，一起展開一場驚心動魄的戰鬥與大冒險！

## 登場人物

### HUG! 光之美少女
野乃花／喝采天使（Nono Hana／Cure Yell）
配音：引坂理繪（日本）
藥師寺紗綾／聖潔天使（Yakushiji Saaya／Cure Ange）
配音：本泉莉奈（日本）
輝木譽／星辰天使（Kagayaki Homare／Cure Etoile）
配音：小倉唯（日本）
愛崎惠美瑠／摯愛天使（Aisaki Emiru／Cure Macherie）
配音：田村奈央（日本）
露露·艾莫爾／愛神天使（Ruru Amour／Cure Amour）
配音：田村由香里（日本）
哈利哈姆·哈利（Harryham Harry）
配音：野田順子（倉鼠形態）、福島潤（人類形態）（日本）
抱碳（Hug-tan）
配音：多田好（日本）

### 光之美少女Max Heart
美墨渚／黑天使（Misumi Nagisa／Cure Black）
配音：本名陽子（日本）
雪城穗乃香／白天使（Yukishiro Honoka／Cure White）
配音：尤加奈（日本）
九條光／夏妮露米納斯（Kujo Hikari／Shiny Luminous）
配音：田中理惠（日本）
美波（Mepple）
配音：關智一（日本）
米波（Mipple）
配音：矢島晶子（日本）

### 光之美少女 Splash Star
日向咲／花天使（Hyuuga Saki／Cure Bloom）
配音：樹元織江（日本）
美翔舞／舞天使（Mishou Mai／Cure Egret）
配音：榎本溫子（日本）

### Yes! 光之美少女5 GoGo!
夢原望／夢天使（Yumehara Nozomi／Cure Dream）
配音：三瓶由布子（日本）
夏木玲／火天使（Natsuki Rin／Cure Rouge）
配音：竹內順子（日本）
春日野麗／星天使（Kasugano Urara／Cure Lemonade）
配音：伊瀨茉莉也（日本）
秋元小町／冰天使（Akimoto Komachi／Cure Mint）
配音：永野愛（日本）
水無月香戀／水天使（Minazuki Karen／Cure Aqua）
配音：前田愛（日本）
米露／美美野來未／紫天使／妙奇露絲（Milk／Mimino Kurumi／Milky Rose）
配音：仙台惠理（日本）

### 光之美少女：幸福精靈Fresh!
桃園愛／桃天使／愛情精靈（Momozono Love／Cure Peach）
配音：沖佳苗（日本）
蒼乃美希／莓天使／希望精靈（Aono Miki／Cure Berry）
配音：喜多村英梨（日本）
山吹祈里／鳳梨天使／祈願精靈（Yamabuki Inori／Cure Pine）
配音：中川亞紀子（日本）
東剎那／百香果天使／幸運精靈（Higashi Setsuna／Cure Passion）
配音：小松由佳（日本）

### 光之美少女：甜蜜天使！
花咲蕾／花蕾天使（Hanasaki Tsubomi／Cure Blossom）
配音：水樹奈奈（日本）
來海繪理香／海洋天使（Kurumi Erika／Cure Marine）
配音：水澤史繪（日本）
明堂院樹／陽光天使（Myoudouin Itsuki／Cure Sunshine）
配音：桑島法子（日本）
月影百合／月光天使（Tsukikage Yuri／Cure Moonlight）
配音：久川綾（日本）

### 光之美少女：美樂天使
北條響／旋律天使（Hojo Hibiki／Cure Melody）
配音：小清水亞美（日本）
南野奏／節奏天使（Minamino Kanade／Cure Rhythm）
配音：折笠富美子（日本）
黑川艾蓮／節拍天使（Kurokawa Ellen／Cure Beat）
配音：豐口惠（日本）
調邊亞子／謬思天使（Shirabe Ako／Cure Muse）
配音：大久保瑠美（日本）

### Smile 光之美少女！
星空幸／快樂天使（Hoshizora Miyuki／Cure Happy）
配音：福圓美里（日本）
日野茜／晴朗天使（Hino Akane／Cure Sunny）
配音：田野麻美（日本）
黃瀨彌生／和平天使（Kise Yayoi／Cure Peace）
配音：金元壽子（日本）
綠川直／旋風天使（Midorikawa Nao／Cure March）
配音：井上麻里奈（日本）
青木麗華／美麗天使（Aoki Reika／Cure Beauty）
配音：西村千奈美（日本）

### DokiDoki! 光之美少女
相田愛／愛心天使（Aida Mana／Cure Heart）
配音：生天目仁美（日本）
菱川六花／鑽石天使（Hishikawa Rikka／Cure Diamond）
配音：壽美菜子（日本）
四葉愛麗絲／幸運草天使（Yotsuba Alice／Cure Rosetta）
配音：淵上舞（日本）
劍崎真琴／聖劍天使（Kenzaki Makoto／Cure Sword）
配音：宮本佳那子（日本）
圓亞久里／王牌天使（Madoka Aguri／Cure Ace）
配音：釘宮理惠（日本）

### 填充幸福 光之美少女！
愛乃惠／可愛天使（Aino Megumi／Cure Lovely）
配音：中島愛（日本）
白雪姬／公主天使（Shirayuki Hime／Cure Princess）
配音：潘惠美（日本）
大森悠子／蜂蜜天使（Omori Yuko／Cure Honey）
配音：北川里奈（日本）
冰川伊緒奈／命運天使（Hikawa Iona／Cure Fortune）
配音：戶松遙（日本）

### GO! 光之美少女公主
春野遙／花神天使（Haruno Haruka／Cure Flora）
配音：嶋村侑（日本）
海藤南／人魚天使（Kaido Minami／Cure Mermaid）
配音：淺野真澄（日本）
天之川綺羅／閃亮天使（Amanogawa Kirara／Cure Twinkle）
配音：山村響（日本）
紅城永久／赤紅天使（Akagi Towa／Cure Scarlet）
配音：澤城美雪（日本）

### 魔法使光之美少女！
朝日奈未來／奇蹟天使（Asahina Mirai／Cure Miracle）
配音：高橋李依（日本）
十六夜理子／魔法天使（Izayoi Liko／Cure Magical）
配音：堀江由衣（日本）
花海言葉／幸福天使（Hanami Kotoha／Cure Felice）
配音：早見沙織（日本）
莫夫倫（Mofurun）
配音：齋藤彩夏（日本）

### 光之美少女：食尚甜心
宇佐美一花／奶油天使（Usami Ichika／Cure Whip）
配音：美山加戀（日本）
有栖川陽理／卡士達天使（Arisugawa Himari／Cure Custard）
配音：福原遙（日本）
立神葵／冰淇淋天使（Tategami Aoi／Cure Gelato）
配音：村中知（日本）
琴爪緣／馬卡龍天使（Kotozume Yukari／Cure Macaron）
配音：藤田咲（日本）
劍城晶／巧克力天使（Kenjo Akira／Cure Chocolat）
配音：森奈奈子（日本）
綺羅鈴／綺羅星夏爾／聖代天使（Kirarin／Kirahoshi Ciel／Cure Parfait）
配音：水瀨祈（日本）
佩科琳（Pekorin）
配音：金井美香（日本）
- 全體必殺技

光之美少女 釋放光輝回憶（Precure Release Shining Memory）
全體光之美少女通過手中的奇跡手電筒向敵人釋放並展示出各自的光輝回憶之後淨化敵人。

### 本作登場敵人
米登（Midden）
配音：宮野真守（日本）
本作頭號反派，以類似晴天娃娃的姿態登場，擁有能奪走他人最重要的回憶、複製對手的口頭禪和技能的特殊能力，而被米登奪走回憶的人們將變化成失去能力的小嬰兒。其真身是一部古老的名牌照相機，因為從來沒有被人使用過所以內心極度空虛，因此便想要搶奪他人的記憶來填滿自己空虛的內心。最終小花在與其面對面的交心與溝通了解其真正的痛苦之後，它被全體光之美少女以合體必殺技「光之美少女 釋放光輝回憶」淨化，化為灰塵消失，恢復為原本的照相機，故事結尾這架照相機被小花拿來拍攝下了光之美少女眾人的美妙風采，為原本內心一片空虛的米登填補上了它真正想渴望的光輝回憶。
怪物（Monster）
配音：木田祐（日本）
故事開始時與《光之美少女》（初代）交手的怪物。

### 本作原創角色
記者
配音：山本美月（日本）
電視節目記者。

## 登場歌曲

### 主題曲
片頭曲

作詞：藤本記子（Nostalgic Orchestra），作曲、編曲：福富雅之（Nostalgic Orchestra），主唱：宮本佳那子
片尾曲

作詞：青木久美子，作曲：小杉保夫，編曲：高木洋，主唱：五條真由美，舞蹈創作：編舞行業air:man
插入曲

作詞：咲岡里奈，作曲、編曲：三好啟太，主唱：五條真由美・宮本佳那子

## 製作人員
- 原作：東堂泉
- 監督：宮本浩史
- 劇本：香村純子
- 總作畫監督：稻上晃
- 音樂：林友樹
- 美術監督：杉本智美
- 色彩設計：竹澤聰
- 攝影監督：石塚惠子、高橋賢司
- 動畫製作：東映動畫
- 製作：電影HUG！光之美少女製作委員會（東映動畫、東映、ABC動畫、Bandai、旭通廣告、Marvelous、木下工務店）
- 發行：東映

## 世界紀錄認證
2018年10月27日本作上映當天，本作被吉尼斯世界纪录認定為「全世界登場魔法戰士人數最多的動畫電影」。惟本記錄於2023年9月15日被《光之美少女 All Stars F》打破。

## 重播
2022年3月6日，由於东映动画株式会社网络遭到「第三方入侵」，该社采取了停止部分内部系统和限制外部访问等措施，因此动画制作进度受到影响，原定于2022年3月20日至4月3日播出的《Delicious Party ♡ 光之美少女》第7话至9话停播，並改為重新上映本作。

## 外部連結
- （日語）映画ＨＵＧっと！プリキュア♡ふたりはプリキュア オールスターズメモリーズ（页面存档备份，存于）
- 電影HUG！光之美少女♡光之美少女 All Stars Memories的X（前Twitter）